# Encamp
Koordinaten: 42° 32′ N, 1° 35′ O
Encamp ist eine Ortschaft im Zentrum Andorras, auf etwa 1300 Metern Höhe gelegen. Sie ist vor allem ein Tourismusort mit Anbindung zum Skigebiet Grau Roig und einer 6,2 km langen Kabinenseilbahn zum Engolasters-See.
Zur Gemeinde (katalanisch parròquia) Encamp gehören darüber hinaus die Dörfer El Tremat, La Mosquera, Les Bons, Vilain und Pas de la Casa. In der Gemeinde leben 13.057 Einwohner (Stand 31. Dezember 2022). Das Zentrum der Gemeinde liegt 1300 Meter über dem Meeresspiegel.

## Radiosender Encamp

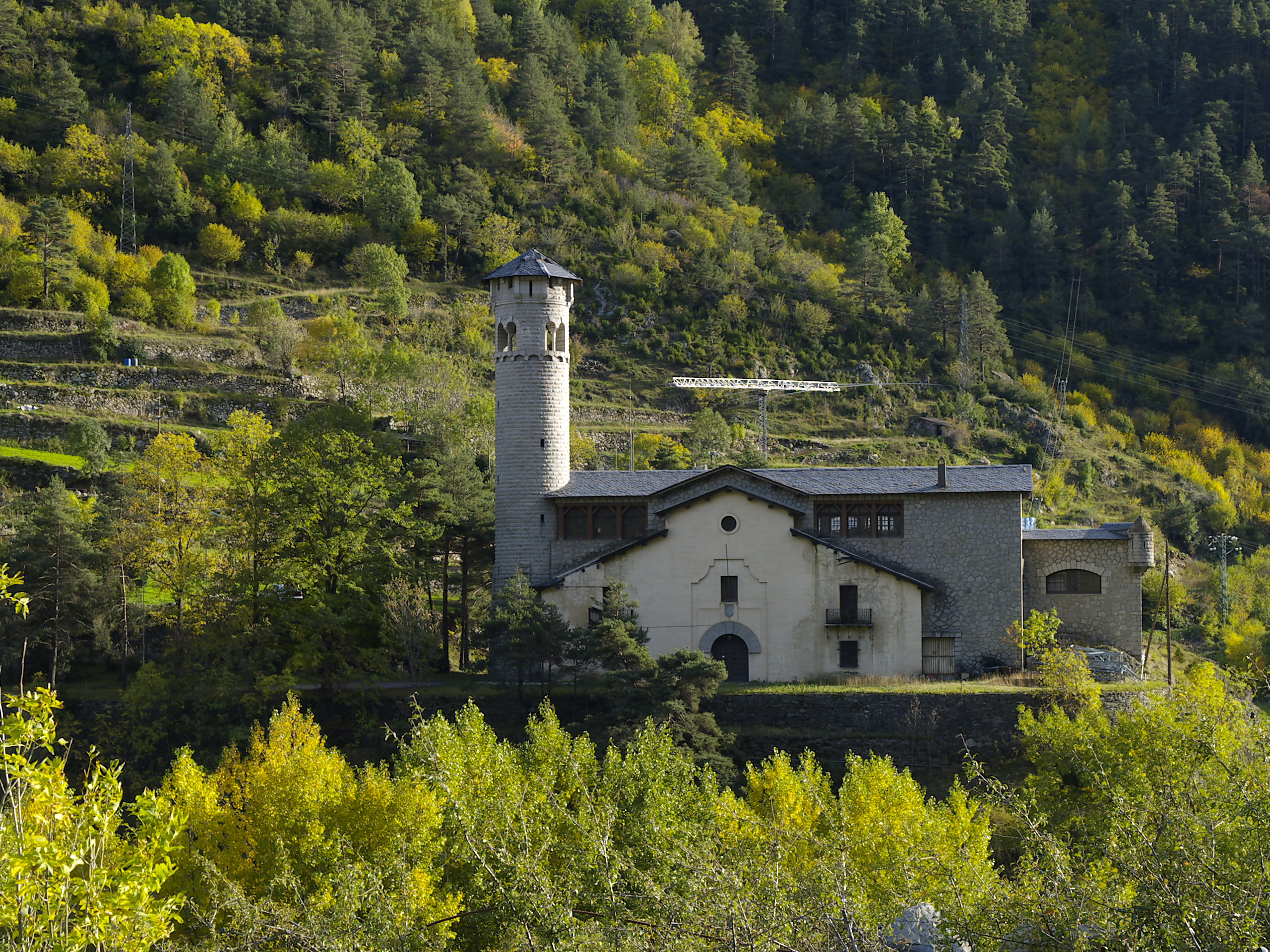
Sendergebäude der Sendeanlage Encamp. Hinter dem Senderhaus befand sich die Logarithmisch-periodische Antenne für Kurzwelle, die auf dem Bild noch zu sehen ist.

In der Nähe von Encamp befand sich die Sendeanlage für Kurz- und Mittelwelle des Privatsenders Radio Andorra. Diese seit dem 9. April 1981 stillgelegte, aber bis auf die Kurzwellenantenne noch vorhandene Sendeanlage verwendete als Sendeantenne für Mittelwelle eine Richtantenne bestehend aus einem 125 Meter hohen abgespannten gegen Erde isolierten Stahlfachwerkmast und einem ebenfalls 125 Meter hohen, im Gegensatz zum Hauptsendemast aber geerdeten Stahlfachwerkmast als Reflektormast. Als Sendeantenne für Kurzwelle wurde eine logarithmisch-periodische Antenne verwendet, die 2010/2011 anlässlich einer Umgestaltung des Ortseingangs demontiert wurde.
Im Sendergebäude soll Anfang 2016 ein Radiomuseum eröffnet werden.
Der Sender gehört zu den höchstgelegenen Sendeanlagen und befindet sich auf 1600 m Höhe.

## Sehenswertes
- Santa Eulàlia d’Encamp, romanische Kirche
- Museu Nacional de l’Automòbil d’Andorra, Automobilmuseum

## Persönlichkeiten
- Carles Ensenyat Reig (* 1985), Politiker